# シードホール
シードホール（THE SEED HALL）は、かつて東京都渋谷区にあった劇場、映画館（ミニシアター）、展覧会場、ライブスペースを兼ねた多目的スペースである。セゾン美術館やスタジオ200とともにセゾン文化の一端を担った。経営の母体は西武百貨店渋谷店（現在の西武渋谷店）であり、運営は営業企画部（販促部門）の文化催事が担当した。

## 沿革
1986年2月に渋谷公園通りにあった西武百貨店渋谷店シード館（現・movida館）の10階にオープン。現代美術の展覧会、コンサート、演劇公演、映画の特集上映など、多彩なジャンル催しを行なった。シード館の9階以下の階には、ブティックが入っていた。展覧会、演劇、ライブ、映画上映などにフレキシブルに対応するため、場内の座席（カリモク製）は可動式であり、また壁の配置も変更できた。通常の映画上映の場合、座席数は138席。演劇などの時は可変。

### 初期
開館初年度は、新規オープンしたシード館自体の宣伝プロモーションのため、多くの予算が投入され、また百貨店本部が事前に準備した企画でスケジュールが埋められた。2年め以降はシードホールのスタッフによる企画へと比重が移り、渋谷店の販促費で予算が組まれていった。また開館当時の渋谷店の店長であった水野誠一（後に西武百貨店社長、相談役）の意向で、シードホールの外部へのレンタルや入場無料の催事はしないという方針が取られた。
西武百貨店は池袋店で西武美術館（セゾン美術館の前身）とスタジオ200を運営していたが、シードホールの規模は小さかったため、展覧会では西武美術館よりも小回りのきいた企画を行なった。中心になったのは西武美術館から異動してきた初代支配人の林牧人（後にセゾン美術館副館長）で、国外から美術作品を借りる際は、美術館としてもギャラリーとしても実績のなかったシードホールではなく、西武美術館名義で交渉を行なったこともある。また「前衛文化の実験工房」と呼ばれたStudio 200に較べ、シードホールでのイベントは、いくぶん大衆性のある企画に傾いていた。ちなみに西武美術館とスタジオ200は文化事業部の管轄だったが、シードホールはあくまで渋谷店の営業企画部の一部署だった。
開館当時から演劇の公演には積極的で、若手の劇団の公演を頻繁に行なった。宮城聡の実験色の強い作品、遊◎機械／全自動シアターのようなエンターテイメント性の高い作品などあり、平田オリザの青年団はアゴラ劇場以外で初めて東京で公演をうった。1991年にスタジオ200が閉館すると、それまで公演場所をそこに頼っていた多くの舞踊家がシードホールに公演の企画を持ち込むということが起こった。

### 全盛期
1987年からは、アート系映画のロードショーも頻繁に行なうようになったため、ミニシアター系の映画館として認識されることもあった。実際に東京都映画興行組合渋谷支部にも加入していた。設立間もないアップリンクやGAGA、ケイブルホーグ、シネマテン、コムストック（現・CKエンタテインメント）、プレノン・アッシュなどのアート系の配給会社による作品が上映された。大手では大映と松竹富士の作品を上映した例もある。後に日本ヘラルドが単館向けのクラシック作品を提供するようになった。しかし同じ西武セゾン系の配給会社であるシネセゾンの配給作品はなぜか一度もロードショー公開しなかった。
映画の上映スケジュールが、演劇の公演や展覧会などと交互に組まれているため、ヒットしてもロングランができず、また不入りでも途中で打ち切りができないという不便さもあった。しかしバブル時代には単館系作品の上映館は不足気味でもあり、配給会社からの上映の持ち込みは絶えなかった。
特集上映では、マン・レイやアンディ・ウォーホルのような現代美術寄りの作品から、オーソン・ウェルズ、ナンニ・モレッティ、デヴィッド・クローネンバーグ、マイケル・ホイ、李長鎬などといった監督の特集、さらにはハンガリー、キューバ、北欧、香港、東南アジア、北朝鮮など、上映機会の少ない国々の映画が上映された。
活動弁士の澤登翠による「無声映画鑑賞会」は、スタジオ200で定期的に行なわれていた枠が、スタジオ200の閉館後に移動してきたものである。

### 衰退期、そして劇場の終焉
1990年代の前半になると、経営母体である西武百貨店の経営悪化により、幾度か存続の危機に陥った。1994年にはスタッフの半数が他の部署へ異動となった。最多時で8人いた運営スタッフが3人となった状態で、ロードショーと演劇の2本柱の番組で運営された。
シードホールは、1995年の2月に閉館した。閉館にともなうイベントなどは一切行われず、関係各位に閉館の挨拶状が送られた。これ以後、セゾン美術館（1999年閉館）、スタジオ200（1991年閉館）、シネセゾン（1999年に他社へ移管）に続き、西武百貨店の文化拠点はなくなった。シードホールのあった階には、現在は西武百貨店の事務所が入っている。なお現在もPARCO劇場を持っているパルコは西武系であるが、西武百貨店とは別会社である。

## エピソード
- 作家の阿部和重は当館でアルバイトをしていたことがあり、小説『アメリカの夜』に登場する主人公のアルバイト先はシードホールがモデルになっている。他にもミュージシャンの福富幸宏、小山田圭吾などが当館でアルバイトをしている。
- ナンニ・モレッティ監督の作品を3本連続でロードショー公開した際、初日に合わせて監督を招聘したが、一度は応じたものの連絡が取れなくなり、結局来日しなかった。最後はガールフレンドの部屋からのFAXで「ごめんなさい、私は疲れた」とのメッセージが届いた。
- 昭和天皇が崩御した日は、香港ニューシネマフェス'89が開催中だったが、期せずして昭和最後の日の夜に上映された作品は1941年の日本軍による香港侵攻を描いた青春映画『等待黎明』（後に『風の輝く朝に』の邦題で劇場公開）だった。

## 展覧会
- マーク・コスタビ展 1986.3.27-4.15 ※マーク・コスタビ来日
- 生きている井上有一展 1986.6.12-20
- ハワイアン アーティスト イン シード 1986.8.28-9.15
- TAMA VIVANT86「溶け始めた、索引」 1986
- 田名網敬一展「空中回廊」 1986
- H・R・ギーガー展 1987.2.27-3.24 ※H・R・ギーガー来日
- 広川泰士写真展「Sonomama Sonomama」1987.6.25-7.7
- 稲越功一写真展「記憶都市」 1987.10.15-25
- 大山千賀子写真展「Obsession」 1987
- 脇田愛二郎展「螺旋」 1987.11.19-12.1
- 沢田研二展 1987.12
- ブルース・オズボーン写真展「親子」
- スタシス展「スタシスの仮面 －遥かなるリトアニアへ」 ※スタシス・エイドゥリゲヴィチウス来日
- TAMA VIVANT87「ものからものがたりへ」 1987.9.17-29
- クロソウスキー展 1988
- アレックス・カッツ展 1988.5.13-6.7 ※アレックス・カッツ来日
- TAMA VIVANT88「世界の模型」 1988.9.22-10.4
- サム・ショー写真展 マリリン・モンロー  1989
- ミーハーレーション田中親 1989.1.26-31
- 田名網敬一展「森の掟」 1989
- トーマス・バイルレ展  1989.2.10-28
- ブライアン・イーノ展 1989.8 ※ブライアン・イーノ来日
- TAMA VIVANT89「入れ子・反復・レファランス」 1989
- アイダ・アップルブルーグ展 1990 ※アイダ・アップルブルーグ来日
- ウィリアム・バロウズ展「Shot Gun Painting」 1990.6.14-7.3
- 戸村浩展「天才は忘れた頃にやってくる」 1990
- ポール・ジャクレイ木版画展 12.3-15
- TAMA VIVANT90「あいまいな次元」 1990
- TAMA VIVANT91「風景の身振り」 1991
- ステファン・ロロフ展 1992 ※ステファン・ロロフ来日
- TAMA VIVANT92「グラマラス／壁からの手紙」 1992
- 吉田カツ展「BOOKS」 1993
- 荒木経惟写真展「色景」 1991?

## 演劇公演
- 如月小春 1986.2
- 万有引力「草迷宮」1986.5.3-6
- 「ファンタスティック」 1986
- コメディア・デラルテ
- 万有引力「砂のカタツムリ」1986.11.22-12.2
- はいりとひとみのこんにちわ公演「かごの鳥」1987.1.30-2.8
- ティナノザウルス旗揚公演 1987.9.3-15
- 「ハムレットを撃て」1988.1.14-26
- 流山児★事務所「嘘・夢・花の物語」1988.6.10-20
- 宮城聡「ミヤギサトシショー」 1988.10
- 遊◎機械／全自動シアター「SEASON OFFシアターらいぶ Part III」1988.12
- 「お月さまへようこそ」1990.6.2-12
- 青春五月党「向日葵の柩」1991.6.21-25
- 大人計画「サエキナイト ムーディーを探せ！！！」1991.11.21-26
- リリパット・アーミー「冗奇談 蒼き月影、集りし夜。」1991.11.28-12.3
- 少年王者館「カオルミナト」1991.12.5-8
- 健康「SUNDAY AFTERNOON」1991.12.14-25
- 青年団「さよならだけが人生か」1992.5
- 遊園地再生事業団「ヒネミ」1992.11.27-12.8
- MOTHER「フラクタルメモリー」1993.3.4-9
- 新宿梁山泊「それからの夏」1993.7.2-12
- 山の手事情社「私の考える演劇」1993.11.05-23
- 青年団プロデュース「思い出せない夢のいくつか」1994.2.04-15
- TBプラネット「ストローマン」1994.5.12-17
- 第三エロチカ「クリシェ」1994.6.17-28
- アンファンテリブルエリート「主婦マリーがしたこと」1994.7.15-26
- 青い鳥 天衣織女ひとり芝居「ブルゥー」1994.10
- 時々自動「M->m」1994.10
- ロマンチカ「メディア」 1994.11.19-12.11
- 「エリゼ‐なつかしきうるわしきその名を呼べば‐」 1995.2.3-6

## ダンス公演
- 孔玉振「四物散調」1986
- 滑川五郎「DARK BOX」‐闇の中の庭園
- 和栗由紀夫「日月譚」1993.1
- 山田せつ子「FATHER」1992
- nest「Camouflage」1993.9.20-27
- 珍しいキノコ舞踊団「これを頼りにしないで下さい」1993.10.1-05
- H・R・カオス「秘密クラブ…浮遊する天使たちver002」1993.10.08-11
- Et in terra pax[nou ru:m] 1994.7.4-11
- 時々自動「M→m」1994.9.24-10.2

## コンサート
- 近藤等則「KONTON」1986
- ラビ「バランシン・ラビ」1986
- レイノルド&カメリア 1986
- ショコラータ 1986
- ラミン・コンテ 1986
- 平山みき 1986
- パール兄弟
- 未来派
- ベツニ・ナンモ・クレズマー「Doina ～哀歌～ クレズマー音楽劇」1995.2.11-19

## 落語
- 立川志の輔

## ロードショー作品
- 「彼と彼 とても大きな水しぶき」（ジャック・ハザン監督／GAGA）1986.4
- 「グレート・ウォール」（ピーター・ワン監督／トドプレス）1987.7.13-8.31
- 「黄金の肉体 ゴーギャンの夢」（ヘニング・カールセン／シネマテン,フジテレビ）1988.7.16-
- 「ニューヨーカーの青い鳥」（ロバート・アルトマン監督／シネマテン）1988
- 「死への逃避行」（クロード・ミレール監督／大映）1989.3
- 「ストーミー・マンディ」（マイク・フィギス監督／東北新社）1989.7
- 「いつか見た風景」（プピ・アヴァティ監督／松竹富士）1989
- 「ハルムスの幻想」（スロボダン・ペシチ監督／ケイブルホーグ）1989.11
- 「カンフー・マスター」（アニエス・ヴァルダ監督／ユーロスペース）1990.3
- 「黄金の夢」（ナンニ・モレッティ監督／新日本映画社）1990
- 「ビアンカ」（ナンニ・モレッティ／新日本映画社）1990
- 「青春のくずやおはらい」（ナンニ・モレッティ／新日本映画社）1990
- 「グランドゼロ」（マイケル・パティンソン監督／コムストック）1990.7
- 「マパンツラ」（オリバー・シュミッツ監督／アップリンク）1990.7 ※オリバー・シュミッツ来日
- 「ブルーウォーターで乾杯」（ピーター・マスターソン監督／東北新社）
- 「天国は待ってくれる」（エルンスト・ルビッチ監督／プレノン・アッシュ）1990.8.9-
- 「ブラック・ムーン」（ルイ・マル監督／ケイブルホーグ）1990
- 「バンカー・パレス・ホテル」（エンキ・ビラル監督／巴里映画）1991.2
- 「ファースト・デート」（ピーター・ワン監督／コムストック）1991.8
- 「月の子ども」（アウグスティン・ビラロンガ監督／巴里映画）1992.4
- 「バード」（リム・チャンボム監督／上映委員会）
- 「地獄の警備員」（黒沢清監督／アテネフランセ）1992.6.13-
- 「傾城之恋」（アン・ホイ監督／プレノン・アッシュ）1992.7
- 「きらい・じゃないよ2」（内田栄一監督）1992.11.6-
- 「ラストファンタジー」（アルノー・セリニャック監督／コムストック）1993.5
- 「唇からナイフ」（ジョセフ・ロージー監督／日本ヘラルド）1993.7
- 「ジョアンナ」（マイケル・サーン監督／日本ヘラルド）1993.8.19-
- 「リビング・エンド」（グレッグ・アラキ監督／スタンスカンパニー）1993.11
- 「初国知所之天皇」（原正孝監督）
- 「東京ジョー」（スチュアート・ヘイスラー監督／日本ヘラルド）1993.12
- 「恋のたそがれ」（山口貴義監督／FAR EAST FILM）1994.1.14
- 「危険な友情」（クレール・ドヴェール監督／シネマテン）1994.4
- 「飾り窓の女」（フリッツ・ラング監督／シネカノン）1994.6
- 「黄金の七人」（マルコ・ ヴィカリオ監督／日本ヘラルド）1994.7.30-9.2
- 「続・黄金の七人」（マルコ・ ヴィカリオ監督／日本ヘラルド）1994.9.3-20
- 「エル・マリアッチ」（ロバート・ロドリゲス監督／ケイブルホーグ）1994
- 「007 カジノ・ロワイヤル」（ジョン・ヒューストン、他監督／日本ヘラルド）1994.10.15-11.15
- 「THE PUNK」（マイク・サーン監督／PSC）1994.12.23-1995.1.31

## 特集上映
- 寺山修司特集 1986
- イギリスの現代美術 1986
- ハンガリーシネマフェスティバル 1986
  - 「ハンニバル教授」（ファーブリ・ゾルタン監督）
  - 「丘の上の夏」（バチョー・ペーテル監督）
  - 「止まった時間」（ゴダール・ペーター監督）
  - 「日記」（メサローシュ・マルタ監督）
- オーソン・ウェルズ映画祭 1986
- FUN MOVIE, FUN NIGHT 1986
- フィルム・ノワール映画祭 1988.2.11-22
  - 「ギャング」
  - 「彼奴を殺せ」
  - 「ベラクルスの男」
  - 「生き残った者の掟」
  - 「冒険者たち」
  - 「さらば友よ」
  - 「最後のアドレス」
  - 「勝負をつけろ」
  - 「リスボン特急」
  - 「筋金を入れろ」
  - 「冬の猿」
  - 「蘭の肉体」
  - 「チャオ・パンタン」
  - 「肉体と財産」
- クロソウスキーの世界
- 李長鎬映画祭
  - 「風吹く良き日」(1980)
  - 「馬鹿宣言」(1983)
  - 「寡婦の舞」(1983)
  - 「膝と膝のあいだ」(1984)
  - 「於宇同」(1985)
  - 「外人球団」(1986)
  - 「旅人は休まない」(1987)
  - 「ミス・ユニコーン」(1989)
- マン・レイの映画 私的遊戯の実験 1989.9.14-26
  - 「理性への回帰」(1923)
  - 「エマク・バキア」(1926)
  - 「ひとで」(1928)
  - 「骰子城の神秘」(1929)
  - 「幕間」(1924)*ルネ・クレール監督
  - 「セルフ・ポートレート」(1930)
  - 「ランド地方の闘牛」(1935)
  - 「ラ・ギャループ」(1937)
  - 「ふたりの女」(1937)
  - 「アネミック・シネマ」(1926)*マルセル・デュシャン監督
  - 「パリの思い出」(1928)
  - 「ルツとバラと拳銃」(1947)
- 香港ニューシネマフェス'89 1989.1.2-10
  - 「等待黎明」（梁普智監督）
  - 「男たちの挽歌」（呉宇森監督）
  - 「烈火青春」（譚家明監督）
  - 「監獄風雲」
  - 「書剣恩仇録」（許鞍華監督）
  - 「地下情」
  - 「大丈夫日記」
  - 「スプーキー・バンチ」（許鞍華監督）
  - 「ワンダー・ウーマン」
  - 「望郷」（許鞍華監督）
  - 「獣たちの熱い夜」（許鞍華監督）
  - 「ストーリー・ローズ」
- アジアン・アメリカン映画祭 1990.11.29-12.9
- 山形ドキュメンタリー映画祭89特集
- アジアン・シネマ・ウィーク
- キューバ映画祭
  - 「フルカウント」
  - 「成功した男」
  - 「危険に生きて」
  - 「エル・メガノ」
  - 「はじめて映画を見た日」
  - 「フィルミヌート」シリーズ
  - 「キノスコピオ」シリーズ
- フリクショナル・ムービー・フェス 1989
  - 「烈火青春」
  - 「さよなら再見」
  - 「村と爆弾」
  - 「アリラン」
  - 「出島」
  - 「不思議なクミコ」
  - 「サン・ソレイユ」
  - 「トーキョー・メロディ」
  - 「ガイジン」
  - 「ベルリン忠臣蔵」
  - 「SFソードキル」
  - 「ザ・サムライ」
  - 「ラスト・ウォリアー」
- フリクショナル・ムービー・フェス2 1991
- フレデリック・バック特集
- リュミエールの世紀 1989
- デヴィッド・クローネンバーグ特集
  - 「クライム・オブ・フューチャー」(1970)
  - 「シーバース」(1975)
  - 「ラビット」(1977)
  - 「ザ・ブルード」(1979)
  - 「ファイヤー・ボール」(1980)
  - 「ヴィデオドローム」(1982)
  - 「デッドゾーン」(1983)
  - 「ザ・フライ」(1986)
  - 「戦慄の絆」(1988)、他短編
- アンディ・ウォーホル映画回顧展 1991.7.18-23
  - 「キス」
  - 「イート」
  - 「エンパイア」
  - 「ビューティ＃２」
  - 「チェルシー・ガールズ」
  - 「ロンサム・カウボーイ」
- 朝鮮映画祭 1991
  - 「わが故郷」
  - 「遥かなる木霊」
  - 「怪傑、洪吉童」
  - 「フンブとノルボ」
  - 「朝鮮地図物語」
  - 「春香伝」
  - 「安重根と伊藤博文」
- 朝鮮映画祭92「わが家の問題」1992
  - 「わが家の問題」
  - 「姉の問題」
  - 「嫁の問題」
- イメージフォーラム・フェスティバル1987
- イメージフォーラム・フェスティバル1988 1988.4.28-5.10
- イメージフォーラム・フェスティバル1995
- 動く絵展
- ヴィム・ヴェンダース特集 1992.3
  - 「都会のアリス」(1974)
  - 「さすらい」(1975)
  - 「アメリカの友人」(1977)
  - 「ことの次第」(1982)
  - 「パリ、テキサス」(1984)
  - 「東京画」(1985)
  - 「ベルリン・天使の詩」(1987)
- マイケル・ホイ特集
  - 「香港フライド・ムービー」
  - 「ミスター・ココナッツ」
  - 「フロント・ページ」
- フリクショナル・ムービー・フェス3 1993
- フリッツ・ラング特集 1994
- 無声映画鑑賞会「チート」
- 無声映画鑑賞会「折鶴お千」

## イベント
- 高橋幸宏展
- マンボで踊ろうトリハイナイト
- 東京デルタクラブ
- ラップコンテスト